# Prix littéraires du Gouverneur général 1991
Liste des Prix littéraires du Gouverneur général pour 1991, chacun suivi des finalistes.

## Français

### Prix du Gouverneur général: romans et nouvelles de langue française
- André Brochu, La Croix du Nord
- Flora Balzano, Soigne ta chute
- Georges-Hébert Germain , Christophe Colomb: Naufrage sur les côtes du paradis
- Hans-Jürgen Greif, L'Autre Pandore
- Hélène Rioux, Les Miroirs d'Éléonore

### Prix du Gouverneur général: poésie de langue française
- Madeleine Gagnon, Chant pour un Québec lointain
- Claude Beausoleil, Une certaine fin de siècle
- François Charron, L'Intraduisible Amour
- Herménégilde Chiasson, Vous
- Rachel Leclerc Les Vies frontalières

### Prix du Gouverneur général: théâtre de langue française
- Gilbert Dupuis, Mon oncle Marcel qui vague vague près du métro Berri
- Victor-Lévy Beaulieu, La Maison cassée
- Michel Marc Bouchard, L'Histoire de l'oie
- Dominic Champagne, La Répétition
- Suzanne Lebeau, Conte du jour et de la nuit

### Prix du Gouverneur général: études et essais de langue française
- Bernard Arcand, Le Jaguar et le Tamanoir
- Betty Bednarski, Autour de Ferron : littérature, traduction, altérité
- Guy Bourgeault, L'Éthique et le droit : face aux nouvelles technologies biomédicales
- Jacques Jaffelin, Le Promeneur d'Einstein
- Robert Major, Jean Rivard ou l'art de réussir: idéologies et utopie dans l'œuvre d'Antoine Gérin-Lajoie

### Prix du Gouverneur général: littérature jeunesse de langue française - texte
- François Gravel, Deux heures et demie avant Jasmine
- Ginette Anfousse, Un terrible secret
- Johanne Mercier, L'Été des autres
- Daniel Sernine, Quatre destins

### Prix du Gouverneur général: littérature jeunesse de langue française - illustration
- Sheldon Cohen, Un champion
- Stéphane Poulin, Un voyage pour deux : contes et mensonges de mon enfance

### Prix du Gouverneur général: traduction de l'anglais vers le français
- Jean-Paul Sainte-Marie et Brigitte Chabert Hacikyan, Les Enfants d'Aataentsic: l'histoire du peuple huron
- Jean-Antonin Billard et Christine Le Bœuf, Orages électriques
- Brigitte Chabert Hacikyan, Le Canada au temps des aventuriers
- Michèle Marineau, Sur le rivage
- Colette Tonge, Un heureux canular

## Anglais

### Prix du Gouverneur général: romans et nouvelles de langue anglaise
- Rohinton Mistry, Such a Long Journey
- Margaret Atwood, Wilderness Tips
- Don Dickinson, Blue Husbands
- Douglas Glover, A Guide to Animal Behaviour
- Terry Griggs, Quickening

### Prix du Gouverneur général: poésie de langue anglaise
- Don McKay, Night Field
- Don Domanski, Wolf-Ladder
- Judith Fitzgerald, Rapturous Chronicles
- Patrick Lane, Mortal Remains
- Anne Michaels, Miner's Pond

### Prix du Gouverneur général: théâtre de langue anglaise
- Joan MacLeod, Amigo's Blue Guitar
- Sally Clark, The Trial of Judith K.
- Don Druick, Where is Kabuki? Don Druick
- Linda Griffiths, The Darling Family
- Daniel David Moses, Coyote City

### Prix du Gouverneur général: études et essais de langue anglaise
- Robert Hunter et Robert Calihoo, Occupied Canada: A Young White Man Discovers His Unsuspected Past
- Northrop Frye, Words With Power
- Kristjana Gunnars, Zero Hour
- D.L. MacDonald, Poor Polidori: A Critical Biography of the Author of "The Vampyre"
- Rosemary Sullivan, By Heart: Elizabeth Smart, A Life

### Prix du Gouverneur général: littérature jeunesse de langue anglaise - texte
- Sarah Ellis, Pick-Up Sticks
- Martha Brooks, Two Moons in August
- Roch Carrier, A Happy New Year's Day
- Jean Little, Stars Come Out Within
- Monty Reid, The Last Great Dinosaurs

### Prix du Gouverneur général: littérature jeunesse de langue anglaise - illustration
- Joanne Fitzgerald, Doctor Kiss Says Yes
- Kady MacDonald Denton, The Travelling Musicians
- Michèle Lemieux, Peter and the Wolf
- Gilles Pelletier, A Happy New Year's Day
- Jacquelinne White, Coyote Winter

### Prix du Gouverneur général: traduction du français vers l'anglais
- Albert W. Halsall, A Dictionary of Literary Devices: Gradus, A-Z
- Linda Gaboriau, Lilies or the Revival of a Romantic Drama
- Peter Keating, Physics and the Rise of Scientific Research in Canada
- Patricia Smart et Dorothy Howard, The Diary of André Laurendeau